# A vonatok fogadása és megfigyelése
A vonatok fogadása és megfigyelése a vonatközlekedés lebonyolításának egyik forgalmi tevékenysége. Az állomásokon és a nyílt vonalon a megfigyelés célja a látható rendellenességek, hiányosságok, üzemveszélyes helyzetek (például rakománycsuszamlás vagy -szóródás, űrszelvényen túlnyúlás, tűz, vonatszakadás, kisiklás, billenés), valamint a vonatokon alkalmazott és a vonatszemélyzet által adott jelzések észlelése.
A vonatfogadásra kötelezett dolgozók, amennyiben a közlekedés biztonságát veszélyeztető hiányosságot tapasztalnak, kötelesek a vonatot az állomáson, illetve a nyíltvonali szolgálati helyen megállítani.
A vonat fogadására kijelölt helyet a forgalmi utasítás írja elő. A forgalmi szolgálattevők, állomáskezelők a vasúti szerelvényt általában a felvételi épület felőli pályaoldalon fogadják.